# Szpital nadziei
Szpital nadziei (ang. Saving Hope) – kanadyjski, medyczny serial telewizyjny z elementami fantasy, wyprodukowany przez Ilana C. Frank Films, Entertainment One oraz Bell Media. Serial był emitowany od 7 czerwca 2012 roku do 3 sierpnia 2017 roku przez CTV. Pomysłodawcami serialu są Malcolm MacRury i Morwyn Brebner. 4 sierpnia 2012 roku stacja CTV zamówiła 2 sezon serialu. 7 listopada 2013 roku, stacja CTV przedłużyła Saving Hope o 3 sezon serialu. 10 listopada 2014 roku, stacja CTV zamówiła 4 sezon serialu.
W Polsce serial jest emitowany od 7 marca 2016 roku przez Stopklatka TV.

## Fabuła
Serial opowiada o pracy lekarzy w szpitalu w Toronto. Wszystko się zmienia, gdy szef oddziału chirurgicznego, Charlie Harris zapada w śpiączkę, spowodowaną przez wypadek samochodowy. Alex Reid, jego dziewczyna i także chirurg rozpoczyna walkę o życie swojego chłopaka wraz z zespołem lekarzy ze szpitala. Nie byłoby w tym nic dziwnego, gdyby nie fakt, że Charlie jako duch chodzi po szpitalu.

## Obsada[7]

### Główna
| Michael Shanks     | Charles "Charlie" Harris | szef chirurgii i ortopedii               | Główny  | Główny  | Główny  | Główny  |        |        |
| Erica Durance      | Alex Reid                | szef oddziału chirurgii                  | Główny  | Główny  | Główny  | Główny  |        |        |
| Daniel Gillies     | Joel Goran               | chirurg ortopedyczny                     | Główny  | Główny  | Główny  |         |        |        |
| Huse Madhavji      | Shahir Hamza             | szef neurochirurgii                      | Główny  | Główny  | Główny  | Główny  |        |        |
| Julia Taylor Ross  | Maggie Lin               | rezydent chirurgii – trzeciego roku      | Główny  | Główny  | Główny  | Główny  |        |        |
| Kristopher Turner  | Gavin Murphy             | rezydent psychiatrii                     | Główny  | Główny  | 2.-plan | 2.-plan |        |        |
| Benjamin Ayres     | Zach Miller              | lekarz ostrego dyżuru                    | Główny  | Główny  | Główny  | Główny  |        |        |
| Glenda Braganza    | Melanda Tolliver         | lekarz oddziału intensywnej terapii      | Główny  | Główny  | Główny  | Główny  |        |        |
| Salvatore Antonio  | Victor Reis              | pielęgniarz sali operacyjnej             | Główny  | Główny  |         |         |        |        |
| K.C. Collins       | Tom Reycraft             | szef rezydentów na oddziale chirurgii    | 2.-plan | 2.-plan | Główny  | Główny  |        |        |
| Wendy Crewson      | Dana Kinney              | szefowa chirurgii plastycznej            | Główny  | 2.-plan | 2.-plan | 2.-plan |        |        |
| Joseph Jomo Pierre | Jackson Wade             | pielęgniarz oddziału intensywnej terapii | 2.-plan | 2.-plan | 2.-plan | Główny  | Główny | Główny |
| Michelle Nolden    | Dawn Bell                | kardiolog                                | 2.-plan | 2.-plan | 2.-plan | Główny  | Główny | Główny |
| Stacey Farber      | Sydney Katz              | połozniki-ginekolog                      |         |         | Główny  | Główny  |        |        |

### Role drugoplanowe
| Aktor(ka)     | Postać         | Specjalizacja        | Sezon   | Sezon   | Sezon   | Sezon |
| Aktor(ka)     | Postać         | Specjalizacja        | S1      | S2      | S3      |       |
| ------------- | -------------- | -------------------- | ------- | ------- | ------- | ----- |
| Conrad Coates | Bryan Travers  |                      | 2.-plan | 2.-plan |         |       |
| Steve Cumyn   | George Baumann | anestezjolog         |         | 2.-plan | 2.-plan |       |
| Mac Fyfe      | James Dey      | rezydent psychiatrii |         |         | 2.-plan |       |

## Odcinki
| Sezon | Sezon | Odcinki | Oryginalna emisja | Oryginalna emisja | Oryginalna emisja | Oryginalna emisja | Oryginalna emisja |
| Sezon | Sezon | Odcinki | Premiera sezonu   | Finał sezonu      | Premiera sezonu   | Finał sezonu      |                   |
| ----- | ----- | ------- | ----------------- | ----------------- | ----------------- | ----------------- | ----------------- |
|       | 1     | 13      | 7 czerwca 2012    | 13 września 2012  | 7 marca 2016      | 23 marca 2016     |                   |
|       | 2     | 18      | 25 czerwca 2013   | 27 lutego 2014    | 24 marca 2016     | 19 kwietnia 2016  |                   |
|       | 3     | 18      | 22 września 2014  | 18 lutego 2015    | 20 kwietnia 2016  | 17 maja 2016      |                   |
|       | 4     | 18      | 24 września 2015  | 14 lutego 2016    | 18 maja 2016      | 14 czerwca 2016   |                   |
|       | 5     | 18      | 12 marca 2017     | 3 sierpnia 2017   | nieemitowany      | nieemitowany      |                   |